# Modrokamenská lesostep
Modrokamenská lesostep je přírodní rezervace v oblasti Štiavnické vrchy.
Nachází se v katastrálním území města Modrý Kameň v okrese Veľký Krtíš v Banskobystrickém kraji. Území bylo vyhlášeno či novelizováno v roce 1986 na rozloze 12,1200 ha. Ochranné pásmo nebylo stanoveno.